# Tubastraea diaphana
Tubastraea diaphana är en korallart som beskrevs av James Dwight Dana 1846. Tubastraea diaphana ingår i släktet Tubastraea och familjen Dendrophylliidae. Inga underarter finns listade i Catalogue of Life.